# Ег Харбор Сити
Ег Харбор Сити (енгл. Egg Harbor City) град је у америчкој савезној држави Њу Џерзи. По попису становништва из 2010. у њему је живело 4.243 становника.

## Демографија
Према попису становништва из 2010. у граду је живело 4.243 становника, што је 302 (6,6%) становника мање него 2000. године.
| Група             | 2000.         | 2010.         |
| Белци             | 2.690 (59,2%) | 2.261 (53,3%) |
| Афроамериканци    | 645 (14,2%)   | 761 (17,9%)   |
| Азијати           | 57 (1,3%)     | 94 (2,2%)     |
| Хиспаноамериканци | 1.116 (24,6%) | 1.115 (26,3%) |
| Укупно            | 4.545         | 4.243         |